# Scopula atriceps
Scopula atriceps là một loài bướm đêm trong họ Geometridae.